# Orectogyrus schultzei
Orectogyrus schultzei is een keversoort uit de familie van schrijvertjes (Gyrinidae). De wetenschappelijke naam van de soort is voor het eerst geldig gepubliceerd in 1920 door Zimmermann.